# Shōrinji-ryū Kenkōkan
Shōrinjiryū Kenkōkan (少林寺流拳行館唐手?) és una estil de karate fundat per Kori Hisataka després de la Segona Guerra Mundial al Japó.
L'estil és el responsable d'una sèrie d'innovacions per a l'entrenament del karate, incloent:
- L'ús del taló quan puntades
- Tot el cos es posa en acció en executar una tècnica, amb un seguiment a través del moviment.[1]
- L'ús del puny vertical (tate ken).[1]
- La pràctica de Yakusoku kumite.
- L'ús d'equip de protecció per permetre que l'estudiant de Karate-do per posar a prova les seves tècniques sense haver de detenir el seu poder.[2]
- Pràctica de les armes (buki ho).